# François-de-Paule Latapie
François-de-Paule Latapie (1739 — 1823) foi um filantropo, helenista e botânico francês. Também foi  inspetor de manufaturas na província de Guyenne. Foi o criador do prêmio "Rosière de la Brède". Como  familiar do Castelo de  La Brède (onde nasceu e viveu  Montesquieu) acompanhou  na Itália os filhos do filósofo  antes de viajar à Inglaterra.
Foi aluno de  Bernard de Jussieu (1699-1777) e ao mesmo tempo partidário de  Carl von Linné (1707-1778) .  É o autor de obras sobre as plantas de Gironde:  Hortus burdigalensis  1784, do Catálogo do jardim das plantas de Bordéus  e uma Descrição da comuna de Brède.
Em 1775, fixou-se  em  Bordeaux, onde foi  eleito, em 13 de agosto do mesmo ano,  membro da Academia da cidade, tornando-se imediatamente  professor  de botânica do Jardim das Plantas, em troca do seu herbário e das suas coleções. Este herbário, importante e precioso, era frequentemente  citado pelos botânicos de Paris, sendo doado integralmente à sua cidade adotiva após a sua morte.  Distinguiu-se pelas suas conferências, pelos seus cursos (frequentados por Jean Thore) e pelas publicações para o cultivo prático de jardins.
Foi professor de história natural na Escola Central de Girondi , tornando-se amigo de  Jean Florimond Boudon de Saint-Amans (1748-1831)  de  Agen, de Louis Ramond de Carbonnières (1755-1827)  de Tarbes, de Jacques Philippe Raymond Draparnaud (1772-1804)  de Montpellier, de Julien Dufau (1780-?)  de Dax,  e de Philippe Picot de Lapeyrouse (1744-1818) de Toulouse.  Foi, sem dúvida, o iniciador e o incentivador no estudo da botânica de numerosos jovens naturalistas que cresceram em Bordeaux como Jean-Baptista Bory Saint-Vincent (1778-1846).
Tornou-se membro da Sociedade Linneana em 1818, porém não participava das reuniões devido a sua avançada idade.